# آني جيراردو
آني جيراردو (بالفرنسية: Annie Girardot)‏ (1931-2011) في باريس، هي ممثلة فرنسية بدأت مسيرتها الفنية عام 1954.

## السيرة الذاتية

### الطفولة والدراسة
ولدت آني في باريس من أم كانت تشغل منصب قابلة وتٌدعى رايموند نويل فيليسيس، في حين أن والدها مجهول الهوية (شخص لم تتعرف عليه أبدا، كما أنه مات وتركها في عمر ستنتان فقط).
في البداية، تابعت آني دراستها فيما يخص التمريض في مدينة كاين، وذلك بهدف اشتغالها كقابلة مستقبلا، لكنها لم تتبع مسيرة والدتها، بل قررت ولوج عالم الفن من أوسع أبوابه، وذلك في تخصص الكوميديا.
درست آني في المدرسة الوطنية العليا للفنون وتقنيات المسرح وذلك في سنوات 1949، موازاة مع ذلك كانت تتدرب وتأخد دروسا في التمثيل كل مساء، وقد شاركت في فيلم رفقة المخرج روبرت دياري مع كل من ميشال سيرو، وجون بيوريت وغيرهم.
في يوليو من سنة 1954، غادرت المدرسة الوطنية العليا للفنون وتقنيات المسرح وفي جعبتها جائزتان، لتقتحم بعد ذلك المسرح الوطني الفرنسي.

### الحياة الخاصة

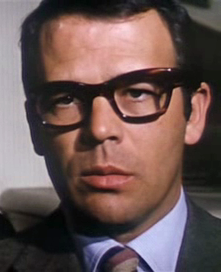
ريناتو سالفاتوري زوج الممثلة آني

تزوجت بريناتو سالفاتوري، والذي كان قد جسد شخصية شريكها في فيلم روكو وأشقائه (بالفرنسية: Rocco et ses fréres)‏، استمر زواجهما من 6 يناير 1962 إلى 27 مارس 1988 تاريخ وفاة هذا الأخير، وقد أنجبت منه فتاة حملت اسم جوليا والتي كانت قد ازدادت بتاريخ 4 يوليو 1962 في روما.
في سنة 1967، كانت على علاقة مع المغني جاك بريل، وبعد انفصالها عنه ربطت علاقة أخرى دامت سنتين مع كاتب السيناريو كلود ليلوش.
ومن 1971 إلى 1978، كانت على علاقة مع الممثل بيرنارد فريسون، ثم انتقلت للعيش مع بوب ديكوت وذلك خلال الفترة ما بين 1980 و1993.

## وصلات خارجية
- آني جيراردو على موقع IMDb (الإنجليزية)
- آني جيراردو على موقع روتن توميتوز (الإنجليزية)
- آني جيراردو على موقع مونزينجر (الألمانية)
- آني جيراردو على موقع قاعدة بيانات الأفلام العربية
- آني جيراردو على موقع ألو سيني (الفرنسية)
- آني جيراردو على موقع ميوزك برينز (الإنجليزية)
- آني جيراردو على موقع تيرنر كلاسيك موفيز (الإنجليزية)
- آني جيراردو على موقع أول موفي (الإنجليزية)
- آني جيراردو على موقع قاعدة بيانات الأفلام السويدية (السويدية)
- آني جيراردو على موقع إن إن دي بي (الإنجليزية)